# ロティ・ジョン
ロティ・ジョン（roti john, 直訳: ジョン・サンドイッチ）とはオムレツを具とするサンドイッチの一種で、発祥はシンガポールだがブルネイ、インドネシア、マレーシアでストリートフードとして普及している。

## 発祥
ロティという言葉はサンスクリット語で「パン」を意味する rotikā に由来し、一般的にはサンドイッチやパンケーキなどパンを使ったもしくはパンに似た食品を指す。
口承によると、この料理と名前はいずれも1970年代初頭にシンガポールで生まれた。

## 材料
このサンドイッチにはバゲット風の細長いパンを用い、挽肉（鶏肉、サーディン、マトンのいずれか）とタマネギ入りのオムレツを具とし、トマトのチリソースを添える。

## 調理と提供法

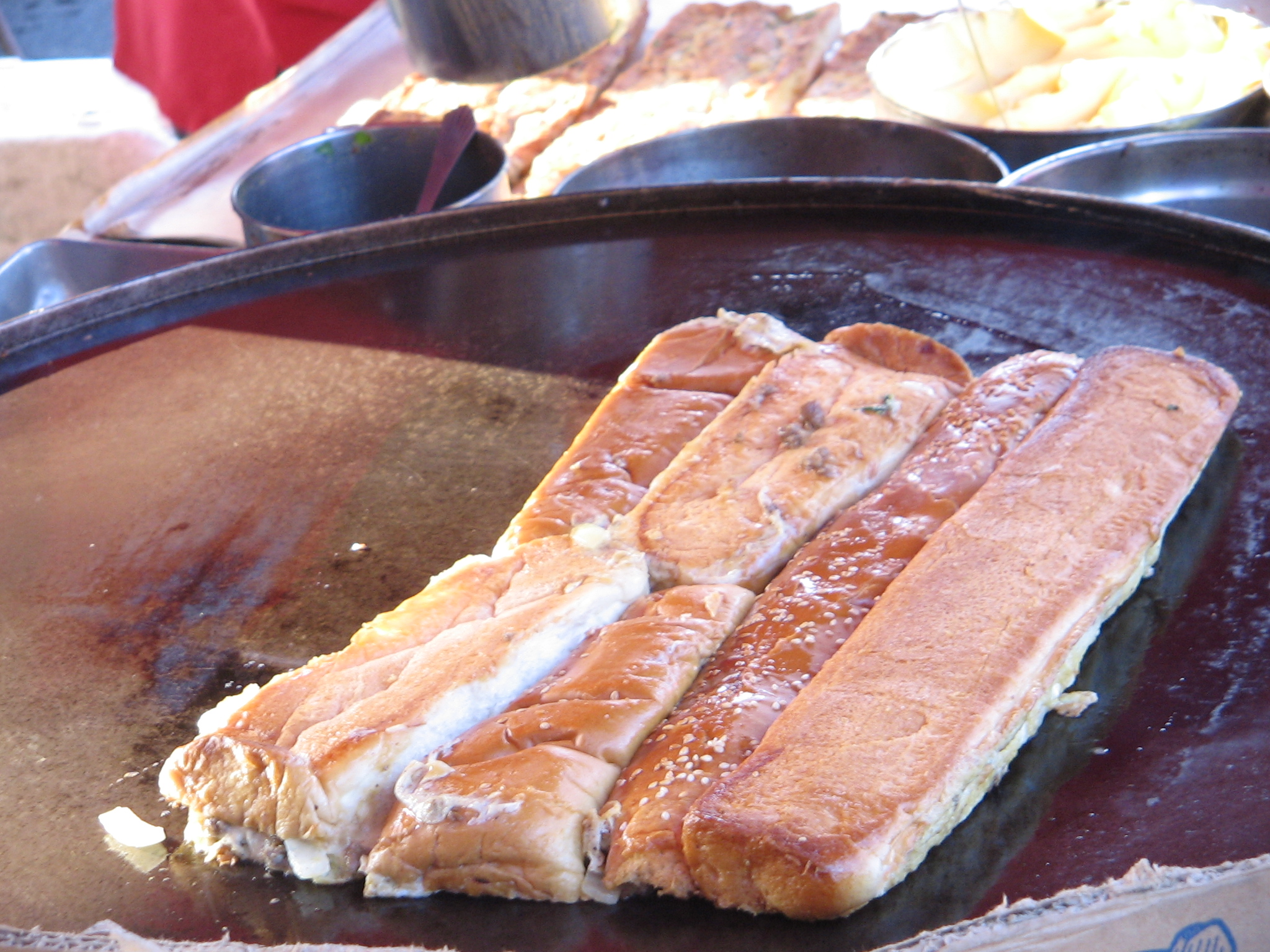
フライパンの上で焼かれるロティ・ジョン。

挽肉と刻みタマネギなどの具を溶き卵に混ぜ、弱火にしたフライパンに注ぐ。バゲットに縦に切り込みを入れて開き、切断面を下にして卵液に被せ、ヘラなどで上から軽く押し付ける。卵が固まったらパンごとひっくり返して裏側をトーストする。できあがったロティを二つ折りにして皿に移し、適当な大きさに切る。トマトケチャップとチリソースを煮詰めたディッピングソースを添える。

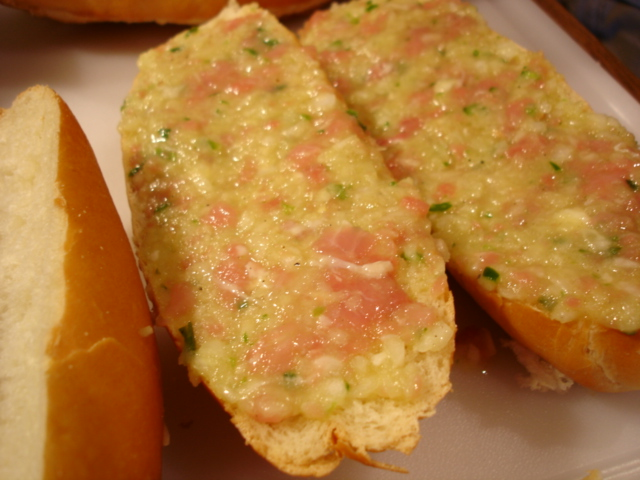
揚げ焼きにする前のロティ・ジョン。

別の作り方として、挽肉、タマネギ、ソースをパンに挟み、全体を溶き卵に浸してフライパンで揚げ焼きにしたものもある。材料を牛肉、マトン、サーディンなどに替えたり、材料を追加したバージョンもある。